# Château (Saône-et-Loire)
Château is een gemeente in het Franse departement Saône-et-Loire in de regio Bourgogne.
Eind 2006 telde Château 215 inwoners.

## Demografie
Onderstaande figuur toont het verloop van het inwonertal (bron: INSEE-tellingen).

1. ↑  Populations de référence 2022.